# Емма О'Кройнін
Емма О'Кройнін (англ. Emma O'Croinin, 22 травня 2003) — канадська плавчиня.
Призерка Чемпіонату світу з водних видів спорту 2019 року.
Призерка Пантихоокеанського чемпіонату з плавання 2018 року.
Призерка Чемпіонату світу з плавання серед юніорів 2019 року.